# Pyrop
Das Mineral Pyrop (von griechisch pyropos „feurig“) ist ein Inselsilikat aus der Granatgruppe und hat die Endgliedzusammensetzung Mg3Al2[SiO4]3.
Das Mineral kristallisiert im kubischen Kristallsystem, häufig in (abgerundeten) Körnern. Außerdem tritt es in Aggregaten auf. Reiner Pyrop z. B. aus den Weißschiefern des Dora-Maira-Massivs ist farblos. Durch den Einbau von Eisen (Fe2+) statt Magnesium (Mg) reicht die Färbung von Pyrop von rosa bis blutrot und schwarz-rot, oft mit einem Stich ins Bräunliche.

## Etymologie und Geschichte
Eine der frühesten Erwähnungen von Granaten als Schmuckstein findet man in der Bibel im Buch Exodus, 28,18  als Stein auf dem Brustharnisch des Hohepriesters Aaron. Plinius der Ältere fasste in seiner Arbeit Naturalis historia in Buch 35, Kapitel 25 eine Reihe roter Mineralien unter dem Begriff carbunculus zusammen, darunter auch Granate. Eine weitere Differenzierung dieser Gruppe in drei Untergruppen – Balagius (roter Spinell), Granatus und Rubinus – erfolgte durch Albertus Magnus um 1250 in seiner Arbeit De mineralibus et rebus metallicis. Der heutige Name Pyrop ist vom griechischen pyropos „von feurigem Aussehen“ abgeleitet, was auf die rote Farbe anspielt.
Noch im 18. Jahrhundert wurden verschiedenste Minerale anhand ihrer äußeren Merkmale (vor allem Kristallform) als Granat angesprochen, darunter z. B. auch Leuzit. Dies änderte sich, als begonnen wurde, systematisch chemische Analysen der Minerale anzufertigen. Im Zuge dieser Untersuchungen bestimmte Martin Heinrich Klaproth 1797 als erster die Zusammensetzung eines damals als "Böhmischen Granat" bezeichneten Pyrops.
Die Kristallstruktur der Granate klärte Georg Menzer 1929 auf und die erste Synthese von reinem Pyrop gelang Loring Coes junior bei 30.000 bar und 900 °C Mitte der 1950er Jahre mit neu entwickelten Hochdruckpressen der Norton Company (Massachusetts, USA). Synthetische Pyrope aus Coes Labor dienten Skinner 1956 für die Bestimmung der physikalischen Eigenschaften (Gitterkonstante, Brechungsindex, Dichte) von reinem Pyrop und Anna und J. Zemann fünf Jahre später für die erste Strukturverfeinerung von Pyrop.

## Klassifikation
Die strukturelle Klassifikation der International Mineralogical Association (IMA) zählt den Pyrop zur Granat-Obergruppe, wo er zusammen mit Almandin, Andradit, Calderit, Eringait, Goldmanit, Grossular, Knorringit, Morimotoit, Majorit, Menzerit-(Y), Momoiit, Rubinit, Spessartin und Uwarowit die Granatgruppe mit 12 positiven Ladungen auf der tetraedrisch koordinierten Gitterposition bildet.
In der mittlerweile veralteten, aber noch gebräuchlichen 8. Auflage der Mineralsystematik nach Strunz gehörte der Pyrop zur Abteilung der „Inselsilikate (Nesosilikate)“, wo er zusammen mit Almandin, Andradit, Calderit, Goldmanit, Grossular, Henritermierit, Hibschit, Holtstamit, Hydrougrandit, Katoit, Kimzeyit, Knorringit, Majorit, Morimotoit, Schorlomit, Spessartin, Uwarowit, Wadalit und Yamatoit (diskreditiert, da identisch mit Momoiit) die „Granatgruppe“ mit der System-Nr. VIII/A.08 bildete.
Die seit 2001 gültige und von der International Mineralogical Association (IMA) verwendete 9. Auflage der Strunz’schen Mineralsystematik ordnet den Pyrop ebenfalls in die Abteilung der „Inselsilikate (Nesosilikate)“ ein. Diese ist weiter unterteilt nach der möglichen Anwesenheit weiterer Anionen und der Koordination der beteiligten Kationen, so dass das Mineral entsprechend seiner Zusammensetzung in der Unterabteilung „Inselsilikate ohne weitere Anionen; Kationen in oktahedraler [6] und gewöhnlich größerer Koordination“ zu finden ist, wo es zusammen mit Almandin, Andradit, Calderit, Goldmanit, Grossular, Henritermierit, Holtstamit, Katoit, Kimzeyit, Knorringit, Majorit, Momoiit, Morimotoit, Schorlomit, Spessartin und Uwarowit die „Granatgruppe“ mit der System-Nr. 9.AD.25 bildet. Ebenfalls zu dieser Gruppe gezählt wurden die mittlerweile nicht mehr als Mineral angesehenen Granatverbindungen Blythit, Hibschit, Hydroandradit und Skiagit. Wadalit damals noch bei den Granaten eingruppiert, erwies sich als strukturell unterschiedlich und wird heute mit Chlormayenit und Fluormayenit einer eigenen Gruppe zugeordnet. Die nach 2001 beschriebenen Granate Irinarassit, Hutcheonit, Kerimasit, Toturit, Menzerit-(Y) und Eringait wären hingegen in die Granatgruppe einsortiert worden.
Auch die vorwiegend im englischen Sprachraum gebräuchliche Systematik der Minerale nach Dana ordnet den Pyrop in die Abteilung der „Inselsilikatminerale“ ein. Hier ist er zusammen mit Almandin, Spessartin, Knorringit, Majorit und Calderit in der „Granatgruppe (Pyralspit-Reihe)“ mit der System-Nr. 51.04.03a innerhalb der Unterabteilung „Inselsilikate: SiO4-Gruppen nur mit Kationen in [6] und >[6]-Koordination“ zu finden.

## Chemismus
Pyrop mit der Endgliedzusammensetzung [X]Mg2+3[Y]Al3+[Z]Si3O12 ist das Magnesium-Analog von Almandin ([X]Fe2+3[Y]Al[Z]Si3O12) und bildet Mischkristalle mit den anderen Aluminiumgranaten Almandin, Spessartin und Grossular, entsprechend den Austauschreaktionen
- [X]Mg2+ = [X]Fe2+ (Almandin)[17][18]
- [X]Mg2+ = [X]Mn2+ (Spessartin)[19][20]
- [X]Mg2+ = [X]Ca2+ (Grossular)[21][22][23]

Mit einer Ausnahme besteht, zumindest bei geologisch relevanten Temperaturen, mit allen Aluminiumgranat-Endgliedern unbegrenzte Mischbarkeit. In der Mischungsreihe Pyrop - Grossular besteht eine Mischungslücke bei Temperaturen unterhalb von ungefähr 600 °C und 25–30 Mol-% Grossular.
Auf der oktaedrisch koordinierten Y-Position kann Al3+ ersetzt werden durch Cr3+ entsprechend der Austauschreaktion
- [Y]Al3+ = [Y]Cr3+ (Knorringit)[24][25][26]

Unter den hohen Drucken und Temperaturen des Erdmantels wird Al3+ auf der Y-Position ersetzt durch Magnesium und Silizium, entsprechend der Austauschreaktion
- 2[Y]Al3+ = [Y]Mg2+ + [Y]Si4+ (Majorit)[27]

Pyrope dieser Reihe mit mehr als ~25 Mol-% Majorit sind tetragonal.

## Kristallstruktur
Pyrop kristallisiert mit kubischer Symmetrie in der Raumgruppe Ia3d (Raumgruppen-Nr. 230) sowie 8 Formeleinheiten pro Elementarzelle. Es gibt zahlreiche Bestimmungen für die Kantenlänge der kubischen Elementarzelle sowohl natürlicher Mischkristalle wie auch synthetischer Pyrope. Für das reine Pyropendglied wird der Gitterparameter z. B. mit a = 11,459 Å angegeben, a = 11,452 Å oder a = 11,450 Å für einen natürlichen Pyrop aus den Weißschiefern der Dora Meira Region (Italien).
Die Struktur ist die von Granat. Magnesium (Mg2+) besetzt die dodekaedrisch von 8 Sauerstoffionen umgebenen X-Position. Diese Position ist recht groß für das kleine Magnesiumion, das dort eine deutliche, asymmetrische Schwingung um das Zentrum der Position ausführt. Aluminium (Al3+) besetzt die oktaedrisch von 6 Sauerstoffionen umgebene Y-Position und die tetraedrisch von 4 Sauerstoffionen umgebenen Z-Position ist ausschließlich mit Silicium (Si4+) besetzt.

## Eigenschaften
Auffällig gegenüber anderen Magnesiumsilikaten ist die relativ hohe Härte (7 – 7,5) und das hohe spezifische Gewicht von 3,5 – 3,6 g/cm3. Zum Vergleich: Forsterit (Mg2SiO4), ebenfalls Härte 7, hat eine Dichte von 3,3 g/cm3 und Enstatit (MgSiO3) hat nur noch eine Härte von 5–6 und eine Dichte von 3,2 g/cm3.
Natürliche Pyrope zeigen oft eine schwache, unregelmäßig wolkige Doppelbrechung, die auf Gitterspannungen zurückgeführt wird.
Chemisch reiner Pyrop ist farblos. Natürliche Pyrope sind durch geringe Gehalte von Eisen (Fe2+), Mangan (Mn2+) sowie Chrom (Cr3+) und Vanadium (V3+) meist orange-rot bis purpurrot und violett-rot oder grün bis blau.
Die von Chrom hervorgerufene Farbe hängt wesentlich von den Chromgehalten im Granat ab. Niedrige Chromgehalte führen zu weinroter Färbung, die mit steigenden Chromgehalten über grau in dunkelgrün umschlägt. Verursacht wird dies durch eine Änderung des Bindungscharakters der Chrom-Sauerstoffbindungen. Der kovalente Anteil der Bindungen nimmt mit zunehmenden Chromgehalten ab, was zu einer Verschiebung der Wellenlängen des absorbierten Lichts und letztlich zu einer Änderung der Farbe führt. Zudem zeigen die durch Chrom oder Vanadium gefärbten Pyrope weitere ungewöhnliche Farbeffekte.

### Thermochromatischer Effekt
Chromreiche, violett-rot gefärbte Pyrope aus Koherab, Namibia ändern ihre Farbe beim Erhitzen ab ≈ 400 °C zu grün, zu sehen in kurzen Filmen auf den Mineralogieseiten des California Institute of Technology.

### Alexandrit-Effekt: Farbwechsel je nach Beleuchtung
Pyrope mit mehr als 3 Gew-% Cr2O3 zeigen für das menschliche Auge einen Farbwechsel von blaugrün bei Tageslicht zu weinrot bei Glühlampen- oder Kerzenlicht.
Pyrop-Spessartin-Mischkristalle können einen Farbwechsel bereits bei sehr geringen Gehalten an Chrom oder Vanadium zeigen. Spessartinreiche Pyrope aus Tansania zeigen einen Farbwechsel von blaugrün nach rot. Geringe Gehalte von Almandin oder Grossular führen zu einer größeren Varianz der beobachteten Farben. Blaugrüne Pyrope aus einer Lagerstätte bei Bekily, Madagaskar erscheinen bei Tageslicht blaugrün und bei Glühlampen- oder Kerzenlicht rosa.

## Bildung und Fundorte
Pyrop ist insbesondere in ultramafischen Gesteinen wie Serpentiniten, Peridotiten oder Kimberliten zu finden, auch sekundär in Sanden, Schottern und Seifen.
Wichtigste Vorkommen des Pyrop liegen in Europa in Tschechien (Böhmisches Mittelgebirge), in Südafrika vor allem in der Nähe von Kimberley und in Tanzania, in Australien und den USA (Arizona). Ein weiterer wichtiger Fundort befindet sich in der Ortschaft Martiniana Po in Italien.

## Verwendung
Pyrop war besonders im 18. und 19. Jahrhundert als Schmuckstein geschätzt („Böhmischer Granat“).